# قائمة معالم قرطاج المختفية
قائمة معالم قرطاج المختفية هي قائمة تهدف لإدراج معالم مدينة قرطاج الأثرية و التي أثبتت النّصوص وجودها لكنّ عند العثور عليها و اكتشافها، من قبل علماء الآثار، وجدت مدمرة.
- معبد أشمون: موجود على هضبة بيرصا (معروف فقط من خلال النصوص.
- معبد ديميتر و برسفون.
- الجدار البوني.
- أغورا: ساحة عامة دائرية توجد بالقرب من الميناء.
- مجلس الشيوخ: موجود بالساحة.

## المعالم الرومانية
- حمامات جارجيليوس
- معبد سيرس
- الكابيتول
- معبد جونو
- معبد ساتورن
- السيرابيوم: معبد سيرابيس
- المدرج الأثري على هضبة برج الجديد

## المعالم المسيحيّة و البيزنطيّة
- جدار ثيودوسيوس الثاني
- دير إسطفانوس: توجد بشمال حمامات أنطونيوس بقرطاج.